# قضاء الشوبك
قضاء الشوبك قضاء يقع في لواء الشوبك، محافظة معان في الأردن. ينتمي القضاء للواء الشوبك الذي يضم قضاء واحد. يقدر عدد سكانه بـ 19279 نسمة حسب إحصاء 2015.

## الوصلات الخارجية
- دائرة الاحصاءات العامة